# Strikeforce: Tate vs. Rousey
Strikeforce: Tate vs. Rousey（ストライクフォース：テイト・バーサス・ラウジー）は、アメリカ合衆国の総合格闘技団体「Strikeforce」の大会の一つ。2012年3月3日、オハイオ州コロンバスのネイションワイド・アリーナで開催された。

## 大会概要
本大会ではミーシャ・テイトとロンダ・ラウジーによるStrikeforce女子バンタム級タイトルマッチが組まれた。

## 試合結果

### プレリミナリーカード
第1試合 ライト級ワンマッチ 5分3R
○  ライアン・クートゥア vs.  コナー・ヒューン ×
3R 2:52 TKO（パンチ連打）
第2試合 ライト級ワンマッチ 5分3R
○  パット・ヒーリー vs.  カロス・フォドー ×
3R 3:35 肩固め
第3試合 ウェルター級ワンマッチ 5分3R
○  ロジャー・ボウリング vs.  ブランドン・セリング ×
2R 1:15 TKO（パンチ連打）
第4試合 女子バンタム級ワンマッチ 5分3R
○  サラ・カフマン vs.  アレクシス・デイビス ×
3R終了 判定2-0

### メインカード
第5試合 ミドル級ワンマッチ 5分3R
○  ホナウド・ジャカレイ vs.  ブリストル・マルンデ ×
3R 2:43 肩固め
第6試合 ミドル級ワンマッチ 5分3R
○  ルムンバ・セイヤーズ vs.  スコット・スミス ×
1R 1:34 ギロチンチョーク
第7試合 ウェルター級ワンマッチ 5分3R
○  三崎和雄 vs.  ポール・デイリー ×
3R終了 判定2-1
第8試合 ライト級ワンマッチ 5分3R
○  ジョシュ・トムソン vs.  KJ・ヌーンズ ×
3R終了 判定3-0
第9試合 Strikeforce女子バンタム級タイトルマッチ 5分5R
○  ロンダ・ラウジー vs.  ミーシャ・テイト ×
1R 4:27 腕ひしぎ十字固め
※ラウジーが王座獲得に成功。